# Anders Aplin
Anders Aplin, född 21 juni 1991, är en singaporiansk fotbollsspelare.
Anders Aplin spelade 2 landskamper för det singaporianska landslaget.